# Polioptila lactea
La tacuarita blanca, perlita blanca o perlita de pecho crema (Polioptila lactea) es una especie de ave paseriforme de la familia Polioptilidae, perteneciente al numeroso género Polioptila. Es nativa del centro oriental de América del Sur.

## Distribución y hábitat
Se distribuye en el sureste y sur de Brasil (sur de Mato Grosso do Sul al este hasta Río de Janeiro, y al sur hasta el noroeste de Rio Grande do Sul y oeste y noroeste de Santa Catarina), sureste de Paraguay (este de Alto Paraná) y noreste de Argentina (Misiones, norte de Corrientes). A pesar de la amplia zona de distribución histórica, actualmente parece limitarse al este de Paraguay y adyacencias de Brasil y Argentina, en la cuenca del alto río Paraná.
Estq especie es considerada de rara a poco común y local en sus hábitats naturales: el dosel y los bordes de selvas húmedas por debajo de los 400 m de altitud.

## Estado de conservación
La tacuarita blanca ha sido calificada como casi amenazada por la Unión Internacional para la Conservación de la Naturaleza (IUCN) debido a que se restringe a bosques de tierras bajas de la selva Paranaense, en una región donde la destrucción de su hábitat es extensiva. Los fragmentos de bosque remanentes todavía están amenazados y las poblaciones existentes se presumen estar muy fragmentadas.

## Sistemática

### Descripción original
La especie P. lactea fue descrita por primera vez por el ornitólogo británico Richard Bowdler Sharpe en 1885 bajo el mismo nombre científico; su localidad tipo es: «Sudamérica, sugerido posteriormente Río de Janeiro».

### Etimología
El nombre genérico femenino «Polioptila» es una combinación de las palabras del griego «polios» que significa ‘gris’, y «ptilon» que significa ‘plumaje’; y el nombre de la especie «lactea» proviene del latín «lacteus» que significa ‘lechoso’, ‘blanco lechoso’.

### Taxonomía
Es monotípica.